# Архиепархия Алеппо (маронитская)
Архиепархия Алеппо (лат. Eparchia Mariamnensis Maronitarum) — архиепархия Маронитской католической церкви с центром в городе Халеб, Сирия. Кафедральным собором архиепархии Алеппо является церковь святого Илии в городе Халеб.

## История
Первый маронитский епископ Алеппо упоминается в 1661 году. С 1954 по 1977 год архиепископ Алеппо был апостольским администратором Лаодикеи.

## Ординарии архиепархии
- Андраос Ахиджан Абед аль-Гал (упоминается в 1661 году);
- Иосиф из Хасруна (? — 1663);
- Габриил аль-Блавзави O.A.M. (1663 — 27.04.1705) — выбран антиохийским патриархом;
- Михаил аль-Блавзави (июль 1704—1724);
- Германос Фархат (29.07.1725 — 9.07.1732);
- Германос Хаушеб (1732—1736);
- Арсений Шиукри (упоминается в 1787 году);
- Гавриил Кинайдер (1795—1797);
- Павел Арутин (? — 1851);
- Юсеф Матар (28.09.1851 — ?);
- Юсеф Дебс (22.03.1896 — 1912);
- Михаил Акрас (24.02.1913 — 27.10.1945);
- Игнатий Зиаде (27.04.1946 — 26.01.1952) — назначен архиепископом Бейрута;
- Франсуа Айуб (16.04.1954 — 2.06.1966);
- Иосиф Саламе (15.03.1967 — 9.06.1990);
- Петр Каллаос (9.06.1990 — 16.03.1997);
- Юсеф Анис аби-Ад Ist. del Prado (7.06.1997 — по настоящее время).

## Источник
- Annuario Pontificio, Libreria Editrice Vaticana, Città del Vaticano, 2003, ISBN 88-209-7422-3